# Alex Klompstra
Alex Klompstra (Groningen, 18 november 1961) is een Nederlands voormalig voetballer die doorgaans speelde als spits. Tussen 1984 en 1988 speelde hij voor SC Veendam.

## Clubcarrière
Klompstra speelde in de jeugd van Velocitas 1897 en kwam voor die club ook uit in het eerste elftal. In 1981 werd hij overgenomen door FC Groningen, waar hij in het belofteteam kwam te spelen. Na drie jaar daar gespeeld te hebben, verkaste de spits naar SC Veendam. Toen trainer Henk Nienhuis van Groningen naar Veendam vertrok, nam hij Klompstra mee. In de nacompetitie van zijn tweede seizoen in Veendam kwam hij viermaal tot scoren. Mede door die goals promoveerde de club voor het eerst naar de Eredivisie. Op het hoogste niveau maakte Klompstra vijf doelpunten. SC Veendam degradeerde direct. Het seizoen 1987/88 leverde opnieuw promotie op, maar de rol van Klompstra werd kleiner en na dat seizoen verliet hij de club. Na zijn periode bij SC Veendam was de aanvaller nog actief voor ACV, DIO Groningen, Oosterparkers, zijn oude club Velocitas en PKC '83.

## Clubstatistieken
| Seizoen | Club       | Competitie     | Competitie | Competitie | Beker | Beker | Internationaal | Internationaal | Nacompetitie | Nacompetitie | Totaal | Totaal |
| Seizoen | Club       | Competitie     | Wed.       | Dlp.       | Wed.  | Dlp.  | Wed.           | Dlp.           | Wed.         | Dlp.         | Wed.   | Dlp.   |
| ------- | ---------- | -------------- | ---------- | ---------- | ----- | ----- | -------------- | -------------- | ------------ | ------------ | ------ | ------ |
| 1984/85 | SC Veendam | Eerste divisie | 30         | 7          | 1     | 1     | —              | —              | —            | —            | 31     | 8      |
| 1985/86 | SC Veendam | Eerste divisie | 30         | 10         | 3     | 0     | —              | —              | 6            | 4            | 39     | 14     |
| 1986/87 | SC Veendam | Eredivisie     | 28         | 5          | 2     | 0     | —              | —              | —            | —            | 30     | 5      |
| 1987/88 | SC Veendam | Eerste divisie | 16         | 4          | 1     | 0     | —              | —              | —            | —            | 17     | 4      |
| Totaal  | Totaal     | Totaal         | 104        | 26         | 7     | 3     | 0              | 0              | 6            | 4            | 117    | 33     |